# Wilhelm Encke
 Wilhelm Heinrich Joseph Encke (* 30. Juni 1812 in Frankfurt am Main; † 3. Juli 1883 ebd.) war ein deutscher Schneidermeister und Freiheitskämpfer (Bund der Geächteten).

## Leben
Wilhelm Enckes Vater Paul (1772–1841) stammte aus Friesdorf bei Wippra in der Grafschaft Mansfeld, wo die Familie Encke bereits 1636 (Beginn der überlieferten Kirchenbuchaufzeichnungen) ansässig war. Er hatte das Schneiderhandwerk erlernt und 1796 den Meisterbrief erhalten, war auf seinen Wanderungen nach Frankfurt am Main gekommen, wo er sich niederließ und 1811 Eleonore Elisabeth Weyl (1785–1822) heiratete. Das Paar hatte fünf Söhne (von denen zwei im Kleinkindalter starben): Wilhelm, Johann Philipp (1814–1895), Christian Conrad (1815–1816), Johann Ludwig (1817–1818) und Johann Friedrich (1819–1903).
Nach dem frühen Tod der Mutter kam Wilhelm Encke im Alter von etwa zwölf Jahren zu seiner Patentante Henriette Josephine Encke und ihrem Gatten, einem Bruder seines Vaters, der in Paris ein Schneidergeschäft betrieb. Hier absolvierte Wilhelm seine Ausbildung. In den Pariser Handwerkerkreisen erlebte er die Julirevolution von 1830, die frühsozialistisch orientierten Organisationen deutscher Emigranten in Paris   und wurde Mitglied im geheimen Bund der Geächteten. „Die Tendenz des Bundes ist […] revolutionär, und, da er nur unter Deutschen und für Deutsche bestand, hochverrätherisch, indem der Zweck desselben auf Umsturz der in Deutschland bestehenden Staatsverfassungen und auf Erzielung einer Vereinigung Deutschlands in einem Staat gerichtet war, die Erreichung dieses Zweckes aber, der Natur der Sache nach, ohne Gewaltanwendung nicht denkbar sein konnte“, stellte der Nationalökonom und Abgeordnete Leopold Friedrich Ilse (1814–1891) in seiner Geschichte der politischen Untersuchungen fest. Die Statuten des Bundes nannten als Zweck die „Verwirklichung der in der Erklärung der Menschen- und Bürgerrechte ausgesprochenen Grundsätze.“ Es ging den Mitgliedern um „Begründung und Erhaltung der socialen und politischen Gleichheit, Freiheit, Bürgertugend und Volkseinheit, zunächst in den der deutschen Sprache und Sitte angehörenden Ländergebieten, sodann aber auch bei allen übrigen Völkern des Erdkreises.“
Schneidermeister Wilhelm Encke, „welcher in Paris im Bunde der Geächteten unter den Kriegsnamen ‚Roth‘ und ‚Stauffacher‘ Mitglied des Lagers, wie des Kreislagers gewesen war, kehrte im November 1835 von Paris in seine Vaterstadt zurück, ausgerüstet mit den Statuten des Bundes und mit der Autorisation, neue Zelte zu gründen, überhaupt das in’s Leben zu rufende Verbindungswesen nach seinem Ermessen zu leiten.“ Unter einem „Zelt“ verstand man nach den Statuten eine „Mehrheit“ von mindestens drei und höchstens zehn Geächteten; bei mehr als zehn Mitgliedern war das „Zelt“ zu teilen. Gegen Ende des Jahres 1838 bestanden in Frankfurt am Main vier Zelte, „und in eben diese Zeit fällt die Errichtung des Lagers der dortigen Verbindung, in welches nicht allein die Führer der vorhandenen Zelte, sondern successive auch andere, eines besonderen Vertrauens bei den übrigen Mitgliedern genießenden Geächteten […]“ aufgenommen werden konnten. Schneidermeister Wilhelm Encke „stand als Lagerpräsident an der Spitze des Lagers, welches das einzige in Frankfurt blieb […].“
In den von Ilse ausgewerteten Akten der Bundes-Central-Behörde zu Frankfurt ist Wilhelm Encke häufig genannt. Er hat für die Bundeskorrespondenz Nachrichten in Geheimschrift verfasst und die Bundesstatuten zur Überbringung an geeignete neue Mitglieder in den Kragen des Rockes des Überbringers eingenäht. Encke korrespondierte namentlich mit Theodor Schuster vom Pariser „Brennpunkt“. Dieser teilte dem (späteren Inquisiten) Schuhmachermeister Carl Schäfer mit, dass Encke es nicht nötig habe, „Erkundigungen und Weisungen einzuholen, da er ja vom Brennpunkte bevollmächtigt sei und Alles in Deutschland einrichten könne, wie es der Art und Weise der Oertlichkeit angemessen sei.“

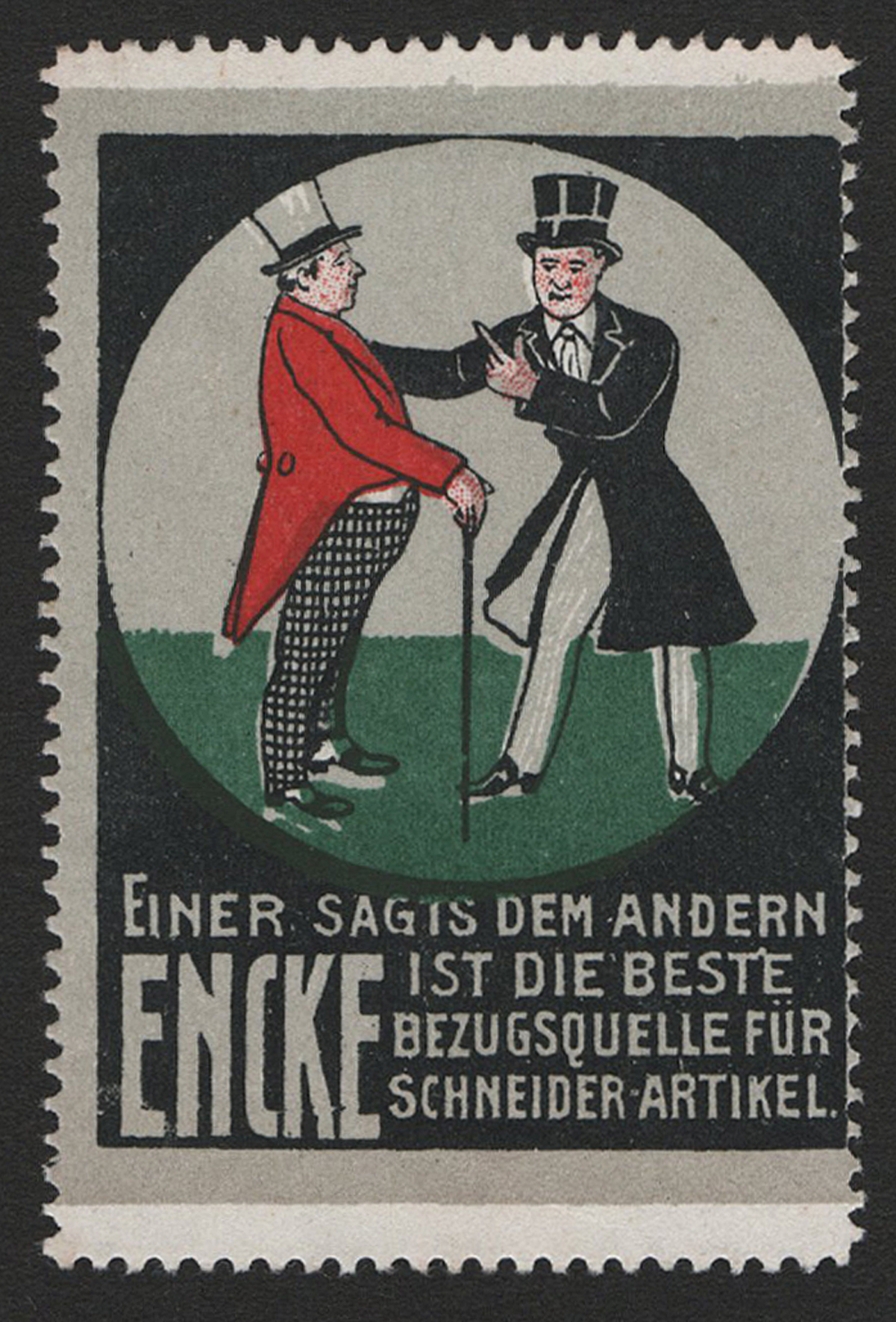
Reklamemarke des Frankfurter Schneiderei-Geschäftes von Heinrich Encke (um 1900).

Auch Enckes jüngerer Bruder Philipp, der beim Vater in Frankfurt am Main 1828–1831 ausgebildet worden war und bis November 1832 bei ihm als Schneidergeselle gearbeitet hatte, war Mitglied im Bund der Geächteten. In seinen Wanderjahren war er über Zweibrücken, Basel, Solothurn, Bern, Neuenburg, Lausanne, Genf, Lyon, Dijon Ende 1833 nach Paris gekommen, von wo er im Juli 1834 über Saarbrücken nach Frankfurt wanderte und dort am 7. Januar 1835 den Bürgereid leistete und als Schneidermeister ansässig wurde. Gegen ihn wurde auch wegen der Teilnahme an der Verbindung Junges Deutschland ermittelt – Georg Fein war also nicht der einzige Deutsche, der sowohl dem Jungen Deutschland wie dem Bund der Geächteten nahestand.
Obwohl Wilhelm Encke sich „seit dem Herbste 1839 seiner Familienverhältnisse wegen von den Verbindungsangelegenheiten mehr und mehr zurückzog“, wurde er wie sein Bruder Philipp in Frankfurt (ab Oktober 1840) verhaftet, verhört und „abgeurtheilt“. Wilhelm Encke wurde zu einem Jahr Gefängnis verurteilt, das er auf der Konstablerwache absaß.
Wilhelm Encke heiratete 1839 die Näherin Ernestine, geborene Moritz. Das Paar hatte zwei Söhne: Fritz Encke (1840–1918), Pfarrer in Frankfurt-Niederrad, und Heinrich Encke, der in Frankfurt den väterlichen Schneidereibetrieb fortführte. Wilhelm war durch seinen jüngsten Bruder Friedrich ein Onkel des Gartenarchitekten Fritz Encke.